# Transitvertrag (Österreich)
Der Transitvertrag ist ein Abkommen zwischen den Europäischen Gemeinschaften und Österreich, welches im Jahr 1992 getroffen wurde und den internationalen, transalpinen Güterverkehr auf Schiene und Straße (Transitverkehr) regeln sollte. Den Vertrag unterzeichneten Viktor Klima als österreichischer Verkehrsminister und Karel Van Miert als zuständiger EU-Kommissar. Der Vertrag regulierte den Verkehr vor allem in dem vom Güterverkehrstransit zwischen Deutschland und Italien schwer belasteten Inntal und der Brenner-Autobahn in Tirol.
Das Ziel war, die Schadstoffbelastung durch Lkw auf österreichischen Transitstrecken auf Basis vom Jahr 1991, beginnend ab 1993 bis 2004 um sechzig Prozent zu reduzieren. Durch ein Öko-Punktesystem sollte dies erreicht werden, welches jedoch nur Lkw über 7,5 Tonnen höchstzulässigem Gesamtgewicht betroffen hat.
Die Inhalte des Transitvertrags wurden als EU-Primärrecht in den EU-Beitrittsvertrag übernommen, als Österreich 1995 EU-Mitglied wurde. Ende 2003 lief der Vertrag vorläufig ersatzlos aus, doch es wird die Möglichkeit der Einführung einer Alpentransitbörse untersucht.

## Technologie
Ab Januar bzw. Februar 1998 war eine Infrastruktur zur elektronischen Abbuchung von Ökopunkten – die Ökopunktestationen an den Transitrouten Österreichs und die Initialisierungsstellen – in Betrieb, die von der Firma Kapsch AG errichtet und betrieben wurde. In den Fahrzeugen befanden sich Fahrzeugendgeräte (ECOTAG's), welche den Fahrer beim Passieren der Ökopunktestation über den Status der Transitfahrt informierte und eine reguläre Abbuchung der Ökopunkte gewährleistete.

## Quelle
1. ↑  Ökopunkte auf der Zielgeraden (Seite nicht mehr abrufbar, festgestellt im Mai 2019. Suche in Webarchiven)  Info: Der Link wurde automatisch als defekt markiert. Bitte prüfe den Link gemäß Anleitung und entferne dann diesen Hinweis.